# Феркаша (комуна)
Феркаша (рум. Fărcașa) — комуна у повіті Марамуреш в Румунії. До складу комуни входять такі села (дані про населення за 2002 рік):
- Бузешть (617 осіб)
- Сирбі (514 осіб)
- Темая (997 осіб)
- Феркаша (1654 особи) — адміністративний центр комуни

Комуна розташована на відстані 409 км на північний захід від Бухареста, 21 км на південний захід від Бая-Маре, 91 км на північ від Клуж-Напоки.

## Населення
За даними перепису населення 2002 року у комуні проживали 3782 особи.
Національний склад населення комуни:
| Національність | Кількість осіб | Відсоток |
| -------------- | -------------- | -------- |
| румуни         | 3748           | 99,1%    |
| угорці         | 34             | 0,9%     |

Рідною мовою назвали:
| Мова      | Кількість осіб | Відсоток |
| --------- | -------------- | -------- |
| румунська | 3757           | 99,3%    |
| угорська  | 25             | 0,7%     |

Склад населення комуни за віросповіданням:
| Релігія            | Кількість осіб | Відсоток |
| ------------------ | -------------- | -------- |
| православні        | 3369           | 89,1%    |
| п'ятдесятники      | 270            | 7,1%     |
| греко-католики     | 75             | 2,0%     |
| римо-католики      | 50             | 1,3%     |
| реформати          | 5              | 0,1%     |
| баптисти           | 4              | 0,1%     |
| не вказали релігію | 1              | < 0,1%   |